# Метелло (роман)
«Метелло»  — історичний роман Васко Пратоліні, написаний у 1952 році та вперше опублікований у 1955 році. Є першою книгою трилогії «Італійська історія» (італ. Una storia italiana), у яку також входять «Lo scialo» та «Allegoria e derisione».
Події роману відбуваються з 1875 по 1902 роках — складний період історії Італії. Це роки активного протистояння уряду та робітників, які починають боротьбу за свої права, організовуються в профспілки, утворюють політичні партії та влаштовують страйки. У центрі роману — молодий хлопець Метелло Салані. Розповідь про роки його юності складає сюжетну основу книги.

## Сюжет
Флоренція, 1875 рік. Метелло Салані народився в популярному районі Сан-Нікколо, і хоча він майже відразу переїжджає до сім'ї свого дядька, не забуває своє рідне місто. Там помер його батько, потонув в Арно. І туди він повертається, як тільки має можливість, лише у свої 15 років, шукати роботу та долю. Під крилом старого анархіста Бетто, який заміняє йому батька, Метелло починає працювати муляром на будівництві, а також робить свої перші кроки в профспілковому русі. Він зустрічає дівчину Ерсілію, у яку закохується. У вирії політичної боротьби потрапляє до в'язниці, пізнає спокусу та зраду.
Метелло — один з найбільш харизматичних героїв Пратоліні. Становлення його характеру, пошуки себе від дитинства до зрілості є відображенням основних етапів історії Італії того періоду.

## Екранізація
У 1970 році твір було екранізовано режисером Мауро Болоньїні. Сценарист — Сузо Чеккі д'Аміко, саундтрек — Енніо Морріконе. Головні ролі виконали Массімо Раньєрі, Оттавія Пікколо та Лючія Бозе. На Каннському кінофестивалі 1970 Оттавія Пікколо, що грала Ерсілію Паллесі, кохану дівчину а згодом дружину Метелло, отримала Приз за найкращу жіночу роль.

## Видання
- Metello, Firenze, Vallecchi, 1955;
- Metello, Collana Narratori Italiani n.67, Milano: Mondadori, 1960;
- Metello, prefazione di Antonio Pennacchi, Collana Scrittori contemporanei, Milano: BUR, 2011, ISBN 978-88-17-04648-0.

### Іноземні видання
- пер. французькою Juliette Bertrand, Metello. Une histoire italienne, Paris: A. Michel, 1956
- пер. польською Barbara Sieroszewska, Metello, Warszawa: Państwawy Instytut Wydawniczy, 1957
- пер. чеською Jaroslav Pokorný, Metello, Praha: Snklhu, 1957
- пер. румунською Alexandru Balaci, Metello, Bucureşti: Editură de Stat pentru Literatură şi Artă, 1957
- пер. іспанською Attilio Dabini, Metello. Una historia italiana, Buenos Aires: Losada, 1957
- пер. німецькою Hedwig Kehrli, Metello, der Maurer, Zürich: Büchergilde Gutenberg, 1957
- пер. португальською António Ramos Rosa, Um rapaz de Florença, Lisboa: Publ. Europa-América, 1957
- пер. шведською Karin Alin, Metello, Stockholm: Tiden, 1958
- пер. німецькою Egon Wiszniewsky e Ernst-August Nicklas, Metello, Berlin: Verlag Volk u. Welt, 1959
- пер. голландською Johanna van den Borg-Henny, Een wijk in Florence. Roman, Amsterdam: Wereld-Bibliotheek, 1959
- пер. українською Анатолій Іллічевський, Метелло, Київ: Державне видавництво художньої літератури, 1960
- пер. угорською Éva Szabolcsi, Metello (olasz történet), Budapest: Táncsics, 1961
- пер. словенською Ivan Skušek, Metello, Ljubljani: Cankarjeva založba, 1962
- пер. на іврит מטלו Meṭelo, Tel-Aviv: ʻAm ʻOved, 1964
- пер. каталонською Maria Aurèlia Capmany, Metello, Barcelona: Edic. 62, 1966
- пер. англійською Raymond Rosenthal, Metello. A Novel, London: Chatto & Windus / Boston: Little Brown, 1968
- пер. албанською, Metelo Salani, Tirane: Frasheri, 1971
- пер. китайською Liting Liu e Huaqing Yuan, 麦德罗, Maidelou, Shanghai: Shanghai yi wen chu ban she, 1984
- пер. іспанською Carlos Manzano, Metello, Barcelona: Plaza & Janés, 1995